# Tondero

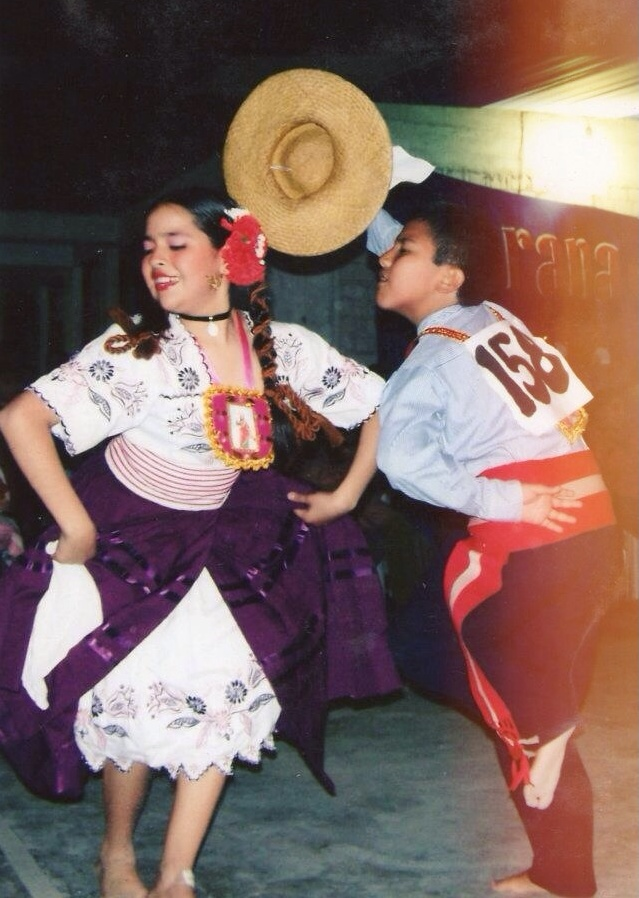
Pareja de niños bailando tondero.

El tondero es una danza y género musical criollo norteño peruano. Actualmente tanto la provincia de Morropón en el departamento de Piura como la ciudad de Zaña en el departamento de Lambayeque se disputan el origen de dicho canto y baile. El tondero norteño deriva del mestizaje musical y cultural que hubo entre el pueblo gitano (venido como migrantes desde el sur de España y el este de Europa) con los afroperuanos y nativos norteños. El mestizaje colonial de esos tres pueblos se nota claramente en su idiosincrasia plasmada tanto en el canto, en la lírica y en el baile. Es un baile de pareja y que se extiende en toda la costa norteña de los departamentos de La Libertad, Lambayeque, Piura y Tumbes.

## Etimología
Este género musical nace entre las ciudades norteñas de Morropón,[cita requerida]  y Zaña. Y se diferencia del resto de géneros criollos peruanos tocados en guitarra, por su espíritu campestre y provinciano.

## Historia
El tondero norteño deriva sus atributos y mestizajes a tres etnias o razas mencionadas: los europeos, los africanos y los indígenas norteños. 
De esa manera la danza saca posturas, pasos y zapateos de las bulerías y fandangos del flamenco gitano venido desde España como también movimientos de cadera y ritmos da la "zaña" o el "lundero" venidos de África subsahariana. Es en el norte peruano durante la época colonial donde justamente surge la africanización de los ritmos traídos por los gitanos y la convivencia de estos con los ahora descendientes afroperuanos en las haciendas y las periferias de la ciudad. Como resultado de esto también se incorporan elementos nativo indígenas sobre todo en el chillido de las partes agudas de la guitarra y se comparten las influencias españolas en lo que viene a ser la decoración de la vestimenta tradicional. No olvidemos que existen antecedentes del tondero en la antigua "Danza de la pava", extinguida y de posible origen indígena, como tercer elemento del mestizaje del tondero norteño. En el norte del Perú existía una danza de origen prehispánico que imitaba el apareamiento de la Pava aliblanca.
A partir de este mágico mestizaje entre figuras de aves errantes, enamoradas y listas para el apareamiento nació el tondero norteño. Entre el Campo Piurano-Lambayecano. Esto es indicado inclusive en la lírica de un tondero llamado "De la misma sangre": "fueron los negros de saña testigos de este muchacho (testiguaron recibiéndolo desde Piura) que gracias a Dios es macho y que en Chiclayo peleó".
Es decir, desde su ritmo de túndete de guitarra vino de Piura fue llevado hacia Chiclayo y/o, presentado en una de las "Peleas de Gallos". Entre Piura y Lambayeque.
Es importante saber que el tondero norteño se había diferenciado de la limeña Zamacueca y las demás Marineras por llevar el reconocible piuranísimo "túndete" de guitarra y por ser básicamente un baile y canto campestre. No olvidemos también la expresión del famoso "Triste con Fuga de Tondero". Donde también se incorpora el "triste" que es un "Yaravi" Andino que bajo hacia la costa para completar y representar finalmente a toda la población norteña del Perú.
El tondero es magia peruana hecha realidad y fruto del mestizaje. Tan mestizo como el personaje colonial que viajaba (y que hasta hoy viaja) en burro o mula, conocido como el Piajeno (pie, ajeno). Hombre tocador de Tondero, conocedor de las "peleas de gallos", "hombre que no es de aquí", puesto que es un hombre básicamente errante (pues un errante, indudablemente) que viaja largas distancias y como dicen los tonderos, para descansar del sol pidiendo prestada la sombra de un Algarrobo, cantar sus penas, tomarse una chicha en poto y llamarse así mismo "forastero".

## Descripción y composición

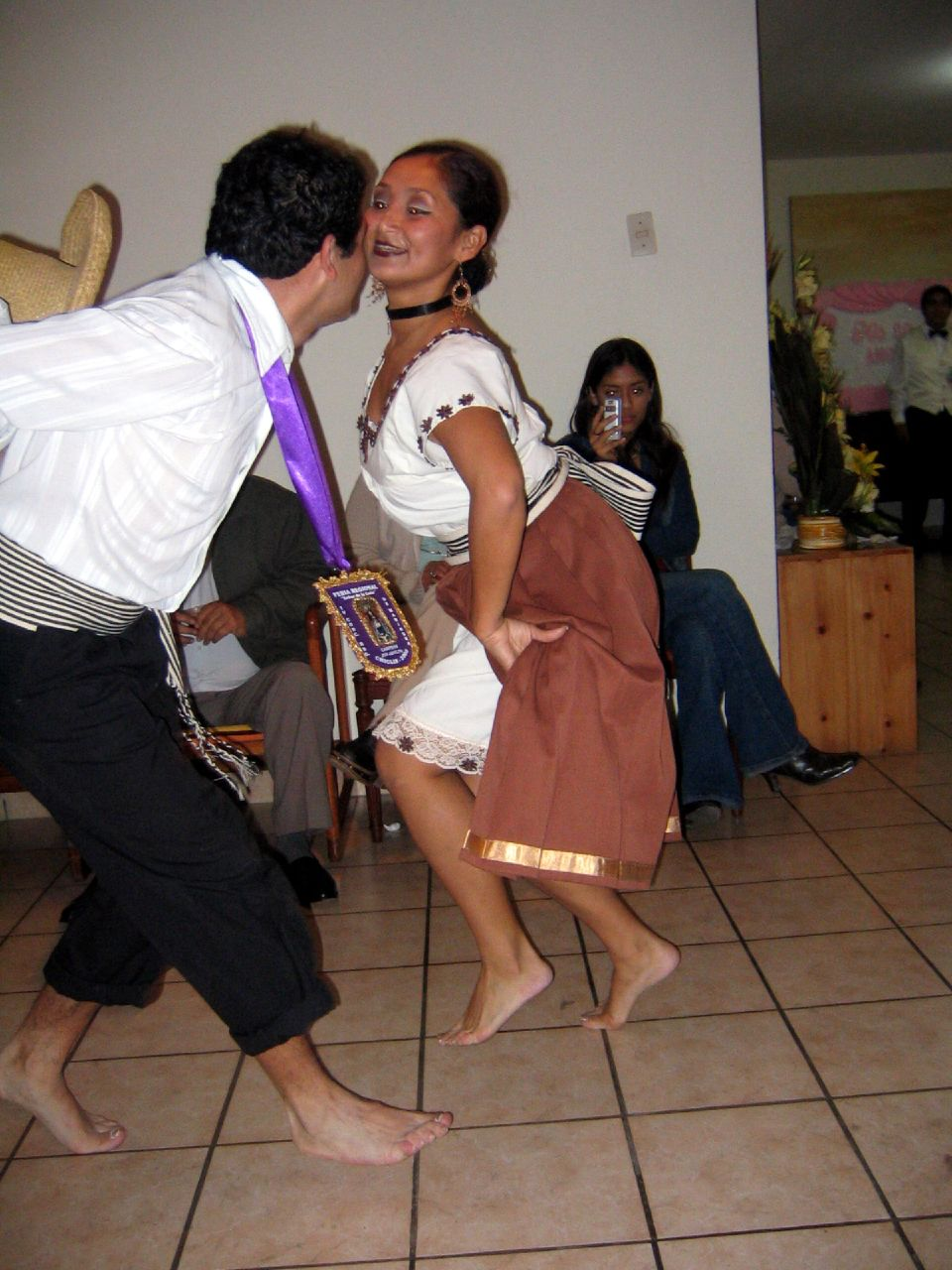
Pareja bailando tondero.

Es muy común hasta hoy en todo el norte peruano, que los pueblos se reúnan en una choza de quincha y algarrobo, junto a la visible bandera blanca (indicador de que hay clarito, chicha en poto), para iniciar la jarana. Fue en épocas coloniales que el tondero muta a su hoy cadencia mestiza. Fue tocado en arpa antiguamente. Luego vino la guitarra y el cajón peruano y/o también el uso previo de un instrumento previo al cajón peruano llamado checo (instrumentación afroperuana).
El tondero es un baile muy emotivo y cada ciudad o pueblo del norte del Perú tiene su versión. Su versión clásica consiste en:  
- Un cantante principal,
- Un coro pequeño,
- Dos guitarristas (uno lleva el túndete por supuesto),
- Dos cajones peruanos y
- Un tocador de cucharas.

Se acompaña la música con palmas y a veces si no hay otro cajón, se utiliza el checo. Este le entrega aún mayor repique compasivo. 
Hoy es tocado también en bandas de tambores y trompetas como forma más moderna.
El Tondero se compone de: 
1. La Glosa: Es la parte inicial del tondero y que prosigue ya sea al mestizo "triste" o a la pícara criolla "cumanana". Dentro de esta se inicia casi siempre una forma de canto en llanto largo y tendido, donde se nota visiblemente el origen gitano de esta música. La voz principal a manera trágica se aqueja y nos introduce la temática norteñísima de este género. Casi siempre la temática es machista, la pérdida de su china (su mujer), el lamento o la sátira de un adulterio, la pérdida de la cosecha debido a la falta de agua o el exceso de ésta (el fenómeno de El Niño) es también una temática muy norteña sin duda. La forma de tocar o la base rítmica y el repique, se le conoce como Golpe de Tierra, emparentado a las Bulerías Gitanas y ritmos africanos. La forma musical en banda de tambores y trompetas es muy similar a música de los gitanos del este europeo y sin duda se compara con el andar de los caballos de paso peruano que también son parte del folclore criollo norteño.
2. El Dulce: Es la parte intermedia y reafirmativa del canto. En donde casi siempre consiste de repetitivos coros. Este es el real aporte africano al género rítmico que se confunde con la lírica y ejecución rítmica gitana.
3. La Fuga: Parte final de la danza. Es explosiva, acelerada y muy apasionada, cantada en coro o por cantante principal también.